# 王珍 (元)
王 珍（おう ちん、1192年 - 1256年）は、金朝末期からモンゴル帝国初期にかけて活躍した人物。字は国宝。大名府南楽県の出身。子は王文幹。

## 概要
王珍は代々農家の家の出身であったが、若い頃より大志を抱いていたとされる。金末にモンゴルの侵攻によって河北が荒廃すると、南楽では楊鉄槍と呼ばれる人物が郷里の者を集めて自衛したが、モンゴルに敗れて戦死した。残された者たちは蘇椿なる人物を代わりの首領に推戴したが、南宋を主君と仰ぐ彭義斌が進出してくると蘇椿はこれに降った。王珍は彭義斌に降ることをよしとせず単身間道を通ってモンゴル軍の下に戻ったため、これを受けたアルチ・ノヤンはその誠を嘉して厚く遇し、仮子の待遇を与えたという。その後、王珍が速魯忽とともに彭義斌を討つと、蘇椿は再びモンゴルに降り、珍は妻子と再会することができた。王珍は妻子に対し「我は汝らを捨てたわけではなく、まことに私の愛が報国の心を奪えなかっただけある」と述べたという。これにより鎮国上将軍・大名路治中・軍前行元帥府事の地位を授かり、更に寧海・胙城を奪取した功績により輔国上将軍・統摂開曹滑濬等処行元帥府事、兼大名路安撫使に移った。
蘇椿が再びモンゴルから寝返って金朝に従おうとすると、王珍は真っ先にこれを察知し、元帥の梁仲とともに蘇椿を捕らえようとしたが南門から逃げられた。この功績により、国王オッチギン・ノヤンは梁仲に行省の地位を、王珍には驃騎衛上将軍・同知大名路総管府事・兼兵馬都元帥の地位を授けた。その後、第二次金朝侵攻ではスブタイの軍団に入って鄭州で武仙の軍団を破り、蕭県の戦いでは敵将を斬る功績を挙げた。
金朝の滅亡後は南宋への進行にも加わり、光州・棗陽軍・廬州・寿州・滁州を破るに功績があった。五河口の戦いでは、王珍は死士20名を率いて城を奪取する功績を挙げ、この勝勢に乗じて濠州・泗州・渦口も占領するに至った。
1240年（庚子）には太宗オゴデイ・カアンの下に入見し、総帥大名路軍馬管民次官の地位を授かった。この時に王珍は皇帝に対して「大名では徴税に困り、西域商人から銀80鋌を借りて代納しております」 と上奏したため、朝廷がこれを補填した。なお、王珍よりも大勢力の史天沢は銀1万3千錠、厳忠済は43万7400錠をそれぞれ代納しており、このような西域商人の跋扈を防ぐために史天沢らの進言によって高利を禁じる「一本一利」制が導入されている。
また、この頃モンゴル帝国ではモンゴル兵・漢人兵の混成軍（タンマチ）を南宋との国境地帯に配備する政策が実施されており、王珍も睢州への配備を命じられ、その堅固な守備から南宋兵は敢えてこれに近づこうとしなかったという。同時期に河南への駐屯を命じられた著名な将軍にはテムデイ、タガチャル、クチャ・バートルらがいる。
1249年（己酉）には再び入朝して大名路行軍万戸の地位を得、9年鎮守し続けた後に65歳にして亡くなった。